# Nyssaceae
Nyssaceae foi uma pequena família de árvores floridas agora incluídas dentro da família Cornaceae. Nyssaceae comumente incluia os seguintes gêneros:
- Nyssa, cerca de 7-10 espécies do leste da América do Norte e Leste Asiático até o Sudeste Asiático
- Camptotheca, duas espécies na China
- Davidia, uma espécie na China
- Diplopanax: duas espécies no sul da China e do Vietnã
- Mastixia: cerca de dezenove espécies do Sudeste Asiático

Em alguns tratamentos, Davidia é dividido em sua própria família, a Davidiaceae. A Diplopanax  e a  Mastixia  também são por vezes separados na família Mastixiaceae. O Sistema APG III inclui o gênero Nyssaceae dentro da família Cornaceae.